# Fittingia carnosifolia
Fittingia carnosifolia är en viveväxtart som beskrevs av Herman Otto Sleumer. Fittingia carnosifolia ingår i släktet Fittingia och familjen viveväxter. Inga underarter finns listade i Catalogue of Life.